# Popelová jáma

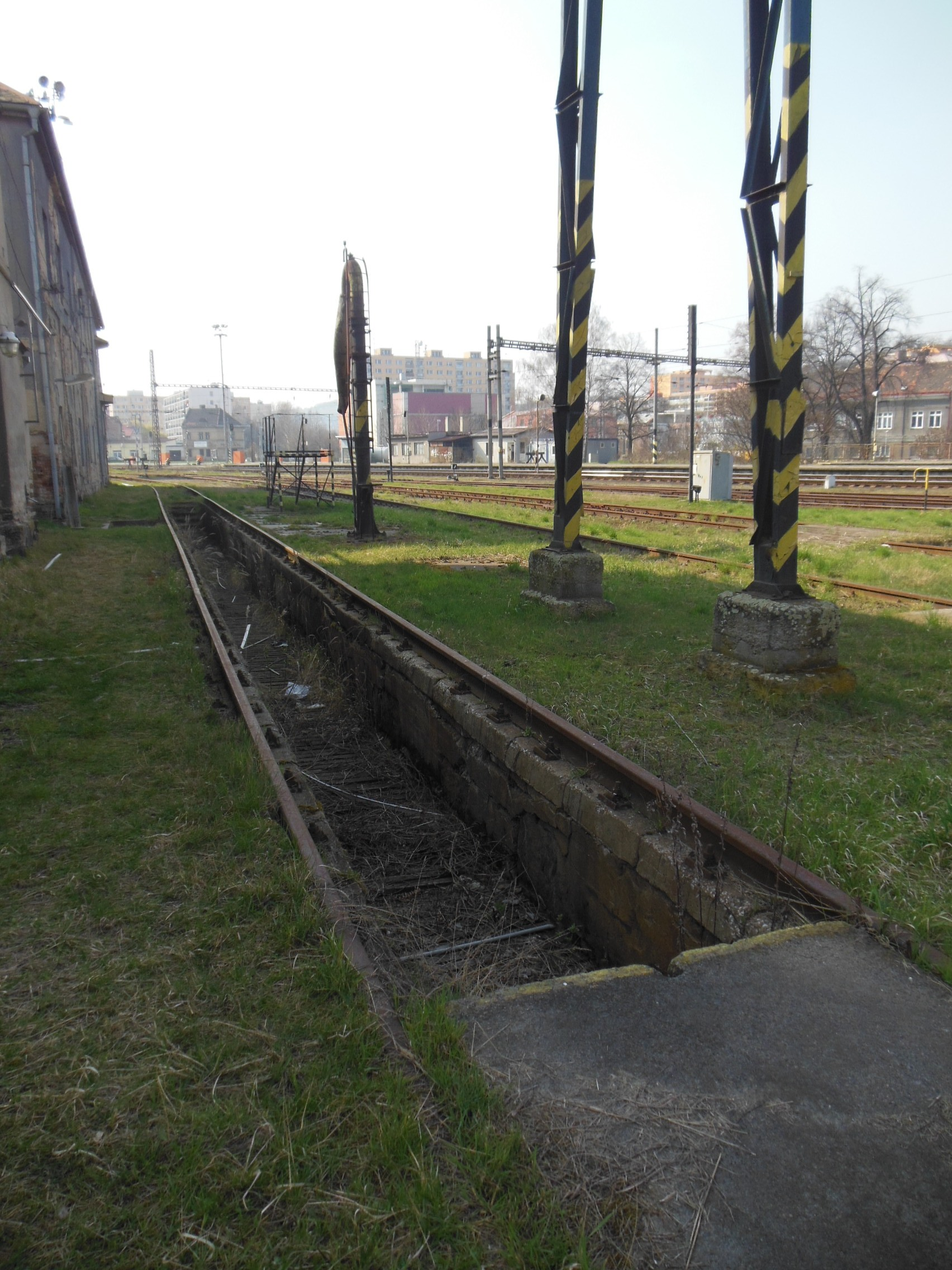
Popelová jáma v Kralupech nad Vltavou

Popelová jáma je technické zařízení sloužící k vysypávání popele z popelníků, součásti parních lokomotiv. Jámy se budovaly v depech nebo přímo ve stanicích. Délka popelové jámy dosahuje 20 až 60 metrů.